# Black Burdekin River
Der Black Burdekin River ist ein Fluss im Osten des australischen Bundesstaates Queensland.

## Geografie
Der Fluss entspringt an den Westhängen der Gorge Range und fließt nach Westen. Ungefähr elf Kilometer nördlich der Siedlung Oak Hills mündet er in den Burdekin River.